# Gerard III Flamens
Gerardus III Flamens (ca. 1022 - kort voor 1076) wordt in een bron "comitis Flamensis" (Vlaamse graaf) genoemd.

## Geschiedenis
In 1053 bleek een Gerhardus als comes of graaf op te treden in Teisterbant en mogelijk in Ratinchem (Renkum). Deze comes Gerhardus wordt geïdentificeerd als Gerard III Flamens.
Gerard III was de eerste heer van Wassenberg die een grafelijkheid bezat. Het is niet helemaal duidelijk over welke gebieden Gerard verder nog grafelijk gezag had. Het betrof hier nog oude grafelijke jurisdicties, gouwen of pagi, waarvan de geografische grenzen niet vastlagen. Namens de keizer voerde hij juridische, financiële en militaire taken uit maar in de loop van de elfde eeuw werd het gezag steeds meer als een bezit beschouwd dan een ambt, en gebruikte men de grafelijke rechten om gezag en bezit regionaal uit te breiden. Gelijktijdig ontstond in Europa het dynastieke bewustzijn en het idee dat familiebezittingen een patrimonium vormden. Men zag het bezit als een ondeelbare eenheid dat moest doorgegeven van vader op zoon. Dit familiebezit was de kiemcel van het latere territorium Graafschap Gelre. Gerards zoon, de latere Gerard I de Lange zou zich als eerste graaf van Gelre noemen.
Zevenaar dat ook tot de goederen behoorde, viel in 1047 nog onder het graafschap van Wecelo. Het gebied was dus onderhevig aan verscheidene wisselingen, hetgeen verklaard kan worden door de politieke onrust ontstaan na de ondergang van graaf Balderik van Hamaland. De keizer schuift moeizaam met de vrijgekomen gebieden om een evenwichtig gebied te scheppen.

### Opvolging
Omdat zijn zoon Gerard IV bij zijn overlijden minderjarig was werd Gerard III opgevolgd door zijn broer, Diederik van Heinsberg of Diederik I Flamens, genaamd Dirk 'van de Veluwe'.

## Huwelijk en kinderen
Gerard III zou gehuwd zijn met een dochter van Hendrik I van Leuven († 1038) met wie hij twee zoons had, die bij zijn overlijden minderjarig waren. Zij kwamen onder voogdij van Lambert II van Leuven, broer van Hendrik I.
- Gerard IV, de latere Gerard I 'de Lange' van Gelre († 1129), voor het eerst in 1096 genoemd als graaf van Gelre
- Hendrik van Kriekenbeek († na 1124)

| | | | | | |  |  | | | | | | |  |  |  |  | | | | | | | Mogelijk Rodger vm. 960, 983 NN van Kamerijk |  |  |  |                                                 |                                                 |                                                                                       |                                                                                       |                                                                                       |                                                                                       |                                                                                       |                                                                                       |  |  |  |  |  |  |  |  |  |  |  |  |  |  |  |  |  |  |  |  |
| | | | | | |  |  | | | | | | |  |  |  |  | | | | | | |                                              |  |  |  |                                                 |                                                 |                                                                                       |                                                                                       |                                                                                       |                                                                                       |                                                                                       |                                                                                       |  |  |  |  |  |  |  |  |  |  |  |  |  |  |  |  |  |  |  |  |
| | | | | | |  |  | | | | | | |  |  |  |  | | | | | | |                                              |  |  |  |                                                 |                                                 |                                                                                       |                                                                                       |                                                                                       |                                                                                       |                                                                                       |                                                                                       |  |  |  |  |  |  |  |  |  |  |  |  |  |  |  |  |  |  |  |  |
| | | | | | |  |  | | | | | | |  |  |  |  | Gerard I Flamens ca 970 - na 1042 NN Heer van Wassenberg verm. 1033 als getuige verm. 1042 als getuige stamvader van de graven van Gelre                             | Gerard I Flamens ca 970 - na 1042 NN Heer van Wassenberg verm. 1033 als getuige verm. 1042 als getuige stamvader van de graven van Gelre                             | Gerard I Flamens ca 970 - na 1042 NN Heer van Wassenberg verm. 1033 als getuige verm. 1042 als getuige stamvader van de graven van Gelre                             | Gerard I Flamens ca 970 - na 1042 NN Heer van Wassenberg verm. 1033 als getuige verm. 1042 als getuige stamvader van de graven van Gelre                             | Gerard I Flamens ca 970 - na 1042 NN Heer van Wassenberg verm. 1033 als getuige verm. 1042 als getuige stamvader van de graven van Gelre                             | Gerard I Flamens ca 970 - na 1042 NN Heer van Wassenberg verm. 1033 als getuige verm. 1042 als getuige stamvader van de graven van Gelre                             |                                              |  |  |  |                                                 |                                                 | Rutger I van Kleef ca. 980 - 1050 NN Heer van Kleef stamvader van de graven van Kleef | Rutger I van Kleef ca. 980 - 1050 NN Heer van Kleef stamvader van de graven van Kleef | Rutger I van Kleef ca. 980 - 1050 NN Heer van Kleef stamvader van de graven van Kleef | Rutger I van Kleef ca. 980 - 1050 NN Heer van Kleef stamvader van de graven van Kleef | Rutger I van Kleef ca. 980 - 1050 NN Heer van Kleef stamvader van de graven van Kleef | Rutger I van Kleef ca. 980 - 1050 NN Heer van Kleef stamvader van de graven van Kleef |  |  |  |  |  |  |  |  |  |  |  |  |  |  |  |  |  |  |  |  |
| | | | | | |  |  | | | | | | |  |  |  |  | Gerard I Flamens ca 970 - na 1042 NN Heer van Wassenberg verm. 1033 als getuige verm. 1042 als getuige stamvader van de graven van Gelre                             | Gerard I Flamens ca 970 - na 1042 NN Heer van Wassenberg verm. 1033 als getuige verm. 1042 als getuige stamvader van de graven van Gelre                             | Gerard I Flamens ca 970 - na 1042 NN Heer van Wassenberg verm. 1033 als getuige verm. 1042 als getuige stamvader van de graven van Gelre                             | Gerard I Flamens ca 970 - na 1042 NN Heer van Wassenberg verm. 1033 als getuige verm. 1042 als getuige stamvader van de graven van Gelre                             | Gerard I Flamens ca 970 - na 1042 NN Heer van Wassenberg verm. 1033 als getuige verm. 1042 als getuige stamvader van de graven van Gelre                             | Gerard I Flamens ca 970 - na 1042 NN Heer van Wassenberg verm. 1033 als getuige verm. 1042 als getuige stamvader van de graven van Gelre                             |                                              |  |  |  |                                                 |                                                 | Rutger I van Kleef ca. 980 - 1050 NN Heer van Kleef stamvader van de graven van Kleef | Rutger I van Kleef ca. 980 - 1050 NN Heer van Kleef stamvader van de graven van Kleef | Rutger I van Kleef ca. 980 - 1050 NN Heer van Kleef stamvader van de graven van Kleef | Rutger I van Kleef ca. 980 - 1050 NN Heer van Kleef stamvader van de graven van Kleef | Rutger I van Kleef ca. 980 - 1050 NN Heer van Kleef stamvader van de graven van Kleef | Rutger I van Kleef ca. 980 - 1050 NN Heer van Kleef stamvader van de graven van Kleef |  |  |  |  |  |  |  |  |  |  |  |  |  |  |  |  |  |  |  |  |
| | | | | | |  |  | | | | | | |  |  |  |  | Gerard II Flamens rond 1000 - voor 1052 mogelijk een dochter Van Hamaland verm. 1042 als 'Gerardus Flamens (geen graaf)                                              | Gerard II Flamens rond 1000 - voor 1052 mogelijk een dochter Van Hamaland verm. 1042 als 'Gerardus Flamens (geen graaf)                                              | Gerard II Flamens rond 1000 - voor 1052 mogelijk een dochter Van Hamaland verm. 1042 als 'Gerardus Flamens (geen graaf)                                              | Gerard II Flamens rond 1000 - voor 1052 mogelijk een dochter Van Hamaland verm. 1042 als 'Gerardus Flamens (geen graaf)                                              | Gerard II Flamens rond 1000 - voor 1052 mogelijk een dochter Van Hamaland verm. 1042 als 'Gerardus Flamens (geen graaf)                                              | Gerard II Flamens rond 1000 - voor 1052 mogelijk een dochter Van Hamaland verm. 1042 als 'Gerardus Flamens (geen graaf)                                              |                                              |  |  |  |                                                 |                                                 | uitgestorven in 1368                                                                  | uitgestorven in 1368                                                                  | uitgestorven in 1368                                                                  | uitgestorven in 1368                                                                  | uitgestorven in 1368                                                                  | uitgestorven in 1368                                                                  |  |  |  |  |  |  |  |  |  |  |  |  |  |  |  |  |  |  |  |  |
| | | | | | |  |  | | | | | | |  |  |  |  | Gerard II Flamens rond 1000 - voor 1052 mogelijk een dochter Van Hamaland verm. 1042 als 'Gerardus Flamens (geen graaf)                                              | Gerard II Flamens rond 1000 - voor 1052 mogelijk een dochter Van Hamaland verm. 1042 als 'Gerardus Flamens (geen graaf)                                              | Gerard II Flamens rond 1000 - voor 1052 mogelijk een dochter Van Hamaland verm. 1042 als 'Gerardus Flamens (geen graaf)                                              | Gerard II Flamens rond 1000 - voor 1052 mogelijk een dochter Van Hamaland verm. 1042 als 'Gerardus Flamens (geen graaf)                                              | Gerard II Flamens rond 1000 - voor 1052 mogelijk een dochter Van Hamaland verm. 1042 als 'Gerardus Flamens (geen graaf)                                              | Gerard II Flamens rond 1000 - voor 1052 mogelijk een dochter Van Hamaland verm. 1042 als 'Gerardus Flamens (geen graaf)                                              |                                              |  |  |  |                                                 |                                                 | uitgestorven in 1368                                                                  | uitgestorven in 1368                                                                  | uitgestorven in 1368                                                                  | uitgestorven in 1368                                                                  | uitgestorven in 1368                                                                  | uitgestorven in 1368                                                                  |  |  |  |  |  |  |  |  |  |  |  |  |  |  |  |  |  |  |  |  |
| | | | | | |  |  | | | | | | |  |  |  |  | | | | | | |                                              |  |  |  |                                                 |                                                 |                                                                                       |                                                                                       |                                                                                       |                                                                                       |                                                                                       |                                                                                       |  |  |  |  |  |  |  |  |  |  |  |  |  |  |  |  |  |  |  |  |
| | | | | | |  |  | Gerard III Flamens ca. 1025 - voor 1076 ? dochter Hendrik I van Leuven                                             | Gerard III Flamens ca. 1025 - voor 1076 ? dochter Hendrik I van Leuven                                             | Gerard III Flamens ca. 1025 - voor 1076 ? dochter Hendrik I van Leuven                                             | Gerard III Flamens ca. 1025 - voor 1076 ? dochter Hendrik I van Leuven                                             | Gerard III Flamens ca. 1025 - voor 1076 ? dochter Hendrik I van Leuven                                             | Gerard III Flamens ca. 1025 - voor 1076 ? dochter Hendrik I van Leuven                                             |  |  |  |  | Diederik I van Heinsberg (Flamens) rond 1030 - 1082 NN gen. Dirk 'van de Veluwe' (gouw)graaf van de Veluwe                                                           | Diederik I van Heinsberg (Flamens) rond 1030 - 1082 NN gen. Dirk 'van de Veluwe' (gouw)graaf van de Veluwe                                                           | Diederik I van Heinsberg (Flamens) rond 1030 - 1082 NN gen. Dirk 'van de Veluwe' (gouw)graaf van de Veluwe                                                           | Diederik I van Heinsberg (Flamens) rond 1030 - 1082 NN gen. Dirk 'van de Veluwe' (gouw)graaf van de Veluwe                                                           | Diederik I van Heinsberg (Flamens) rond 1030 - 1082 NN gen. Dirk 'van de Veluwe' (gouw)graaf van de Veluwe                                                           | Diederik I van Heinsberg (Flamens) rond 1030 - 1082 NN gen. Dirk 'van de Veluwe' (gouw)graaf van de Veluwe                                                           |                                              |  |  |  | Willem Hendrik 1054 - 1076 bisschop van Utrecht | Willem Hendrik 1054 - 1076 bisschop van Utrecht | Willem Hendrik 1054 - 1076 bisschop van Utrecht                                       | Willem Hendrik 1054 - 1076 bisschop van Utrecht                                       | Willem Hendrik 1054 - 1076 bisschop van Utrecht                                       | Willem Hendrik 1054 - 1076 bisschop van Utrecht                                       |                                                                                       |                                                                                       |  |  |  |  |  |  |  |  |  |  |  |  |  |  |  |  |  |  |  |  |
| | | | | | |  |  | Gerard III Flamens ca. 1025 - voor 1076 ? dochter Hendrik I van Leuven                                             | Gerard III Flamens ca. 1025 - voor 1076 ? dochter Hendrik I van Leuven                                             | Gerard III Flamens ca. 1025 - voor 1076 ? dochter Hendrik I van Leuven                                             | Gerard III Flamens ca. 1025 - voor 1076 ? dochter Hendrik I van Leuven                                             | Gerard III Flamens ca. 1025 - voor 1076 ? dochter Hendrik I van Leuven                                             | Gerard III Flamens ca. 1025 - voor 1076 ? dochter Hendrik I van Leuven                                             |  |  |  |  | Diederik I van Heinsberg (Flamens) rond 1030 - 1082 NN gen. Dirk 'van de Veluwe' (gouw)graaf van de Veluwe                                                           | Diederik I van Heinsberg (Flamens) rond 1030 - 1082 NN gen. Dirk 'van de Veluwe' (gouw)graaf van de Veluwe                                                           | Diederik I van Heinsberg (Flamens) rond 1030 - 1082 NN gen. Dirk 'van de Veluwe' (gouw)graaf van de Veluwe                                                           | Diederik I van Heinsberg (Flamens) rond 1030 - 1082 NN gen. Dirk 'van de Veluwe' (gouw)graaf van de Veluwe                                                           | Diederik I van Heinsberg (Flamens) rond 1030 - 1082 NN gen. Dirk 'van de Veluwe' (gouw)graaf van de Veluwe                                                           | Diederik I van Heinsberg (Flamens) rond 1030 - 1082 NN gen. Dirk 'van de Veluwe' (gouw)graaf van de Veluwe                                                           |                                              |  |  |  | Willem Hendrik 1054 - 1076 bisschop van Utrecht | Willem Hendrik 1054 - 1076 bisschop van Utrecht | Willem Hendrik 1054 - 1076 bisschop van Utrecht                                       | Willem Hendrik 1054 - 1076 bisschop van Utrecht                                       | Willem Hendrik 1054 - 1076 bisschop van Utrecht                                       | Willem Hendrik 1054 - 1076 bisschop van Utrecht                                       |                                                                                       |                                                                                       |  |  |  |  |  |  |  |  |  |  |  |  |  |  |  |  |  |  |  |  |
| | | | | | |  |  | | | | | | |  |  |  |  | | | | | | |                                              |  |  |  |                                                 |                                                 |                                                                                       |                                                                                       |                                                                                       |                                                                                       |                                                                                       |                                                                                       |  |  |  |  |  |  |  |  |  |  |  |  |  |  |  |  |  |  |  |  |
| Gerard IV Flamens gen. Gerard 'de Lange' ca. 1068 - 1129 Sophia N Clementia van Gleiberg vanaf 1096 graaf Gerard I van Gelre | Gerard IV Flamens gen. Gerard 'de Lange' ca. 1068 - 1129 Sophia N Clementia van Gleiberg vanaf 1096 graaf Gerard I van Gelre | Gerard IV Flamens gen. Gerard 'de Lange' ca. 1068 - 1129 Sophia N Clementia van Gleiberg vanaf 1096 graaf Gerard I van Gelre | Gerard IV Flamens gen. Gerard 'de Lange' ca. 1068 - 1129 Sophia N Clementia van Gleiberg vanaf 1096 graaf Gerard I van Gelre | Gerard IV Flamens gen. Gerard 'de Lange' ca. 1068 - 1129 Sophia N Clementia van Gleiberg vanaf 1096 graaf Gerard I van Gelre | Gerard IV Flamens gen. Gerard 'de Lange' ca. 1068 - 1129 Sophia N Clementia van Gleiberg vanaf 1096 graaf Gerard I van Gelre |  |  | Hendrik van Kriekenbeek † voor 1124 verm. vanaf 1082 niet als graaf graaf van Kriekenbeek volgens Annales Rodenses | Hendrik van Kriekenbeek † voor 1124 verm. vanaf 1082 niet als graaf graaf van Kriekenbeek volgens Annales Rodenses | Hendrik van Kriekenbeek † voor 1124 verm. vanaf 1082 niet als graaf graaf van Kriekenbeek volgens Annales Rodenses | Hendrik van Kriekenbeek † voor 1124 verm. vanaf 1082 niet als graaf graaf van Kriekenbeek volgens Annales Rodenses | Hendrik van Kriekenbeek † voor 1124 verm. vanaf 1082 niet als graaf graaf van Kriekenbeek volgens Annales Rodenses | Hendrik van Kriekenbeek † voor 1124 verm. vanaf 1082 niet als graaf graaf van Kriekenbeek volgens Annales Rodenses |  |  |  |  | Gozewijn I van Heinsberg verm. vanaf 1085 - † 1128 Oda van Walbeck 1119 de castello Falcomonte door huwelijk Heer van Valkenburg stamvader Huis Heinsberg/Valkenburg | Gozewijn I van Heinsberg verm. vanaf 1085 - † 1128 Oda van Walbeck 1119 de castello Falcomonte door huwelijk Heer van Valkenburg stamvader Huis Heinsberg/Valkenburg | Gozewijn I van Heinsberg verm. vanaf 1085 - † 1128 Oda van Walbeck 1119 de castello Falcomonte door huwelijk Heer van Valkenburg stamvader Huis Heinsberg/Valkenburg | Gozewijn I van Heinsberg verm. vanaf 1085 - † 1128 Oda van Walbeck 1119 de castello Falcomonte door huwelijk Heer van Valkenburg stamvader Huis Heinsberg/Valkenburg | Gozewijn I van Heinsberg verm. vanaf 1085 - † 1128 Oda van Walbeck 1119 de castello Falcomonte door huwelijk Heer van Valkenburg stamvader Huis Heinsberg/Valkenburg | Gozewijn I van Heinsberg verm. vanaf 1085 - † 1128 Oda van Walbeck 1119 de castello Falcomonte door huwelijk Heer van Valkenburg stamvader Huis Heinsberg/Valkenburg |                                              |  |  |  | Gerard van Heinsberg                            | Gerard van Heinsberg                            | Gerard van Heinsberg                                                                  | Gerard van Heinsberg                                                                  | Gerard van Heinsberg                                                                  | Gerard van Heinsberg                                                                  |                                                                                       |                                                                                       |  |  |  |  |  |  |  |  |  |  |  |  |  |  |  |  |  |  |  |  |